# Freilingen
Freilingen es un cono volcánico de Westerwald, Alemania. Sus coordenadas son estas:  50.568734°   7.834305°